# Aminta Buenaño
Aminta del Rosario Buenaño Rugel (Santa Lucía, 27 de septiembre de 1958) es una escritora, política y diplomática ecuatoriana. Entre los cargos públicos que ha ocupado destaca el de embajadora en España y en Nicaragua, además de vicepresidenta de la Asamblea Nacional de Ecuador.

## Biografía
La escritora Aminta nació en Santa Lucía, una localidad cercana a Guayaquil. Hija de Héctor Buenaño Sarco y Zoila Gloria Rugel Vulgarín, oriundos de Santa Lucía.
Aminta es una escritora conocida en su país y en el ámbito latinoamericano. No obstante, el éxito parece haberle llegado a raíz de la publicación de Mujeres divinas (2006), en la que ofrece una mirada de experiencias femeninas: la menstruación, la pérdida de la virginidad, el parto, el embarazo precoz, la lactancia, la menopausia, la anorgasmia, la presión social sobre la edad y el cuerpo, entre otras. Lo hace desde una perspectiva optimista, pero aceptando la cruda realidad que viven las mujeres en el Ecuador, donde han sido tradicionalmente discriminadas por una sociedad machista y dirigida por hombres. A juicio de Aminta los hechos y las circunstancias están cambiando positivamente para la mujer y, el progreso se está viendo paulatinamente para este género.
Fue editorialista del diario El Universo de Guayaquil. Sus cuentos han sido publicados en varias revistas de su país y en el exterior.
Su novela Si tú mueres primero, publicada en 2011 por Grupo Santillana, fue una de las finalistas del XIII Concurso Internacional de Novela Ciudad de Badajoz. La trama de la obra se desarrolla en un pequeño pueblo de Ecuador en que se entrelazan historias de amor, desamor, envidia y muerte. El título de la novela es tomado del popular bolero Nuestro juramento.

### Vida política
En 2007 incursionó en la política de la mano del movimiento Alianza PAIS, al ser elegida para la Asamblea Nacional Constituyente de Ecuador de 2007 que tuvo a su cargo la redacción de una nueva constitución en el Ecuador. Buenaño fue, además, primera vicepresidente de la Asamblea Constituyente. Durante su tiempo en la Asamblea promovió artículos en favor de los derechos de las mujeres y la paridad de género.
En el ámbito diplomático fue embajadora de Ecuador en España (entre 2011 y 2014), de Nicaragua (entre 2014 y 2018) y de Barbados (entre 2017 y 2018).

## Obras

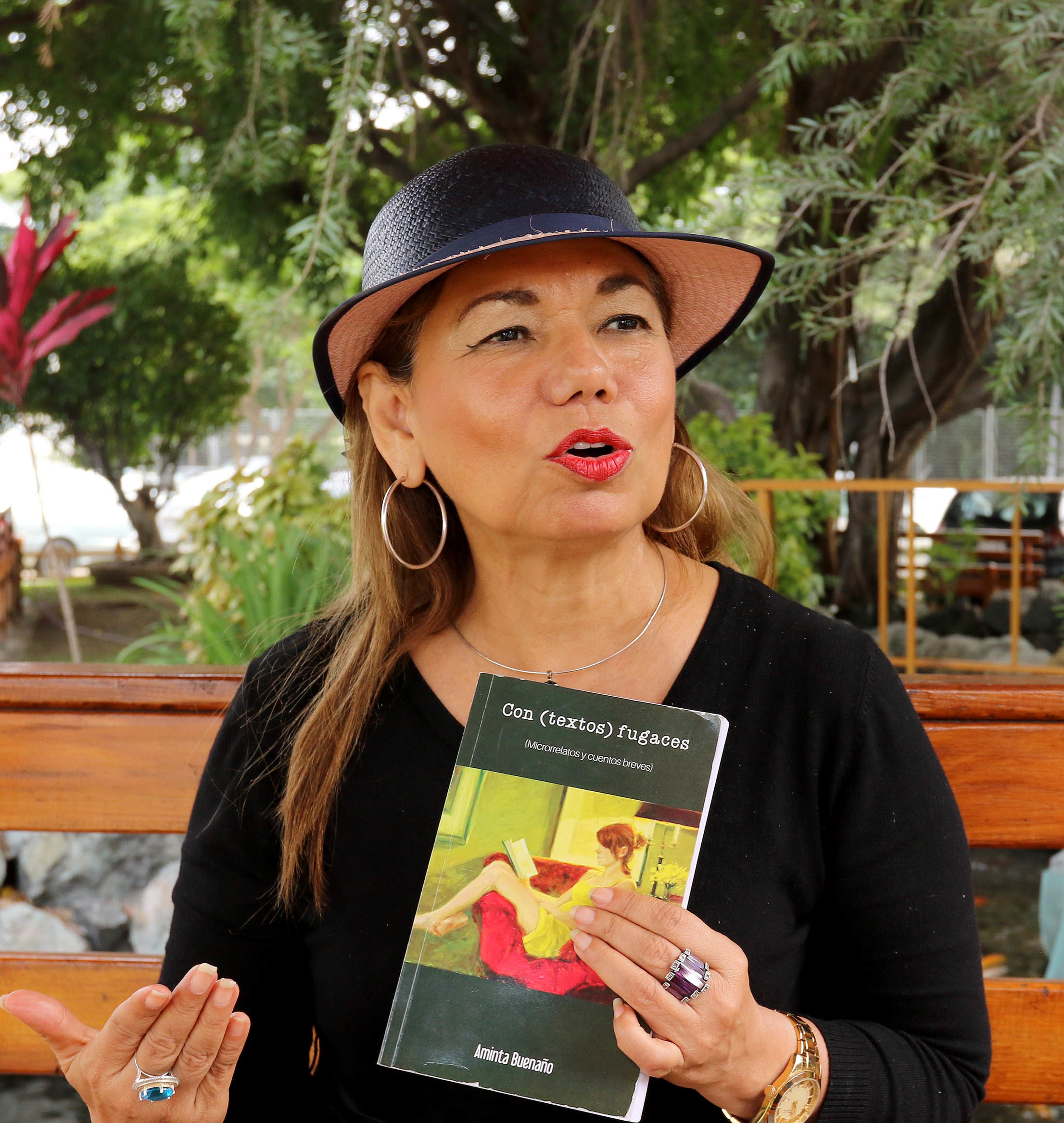
Aminta Buenaño durante una entrevista sobre uno de sus libros (2018)

### Cuentos
- La mansión de los sueños (1985)
- La Gata (1990)
- La otra piel (1992)
- Mujeres divinas (2006)
- Virgen de media noche y otros relatos (2010)[12]
- Con (textos) fugaces (2017)[13]

### Novela
- Si tú mueres primero (2011)
- Un blues para Roberto (2022)[14]

### Antologías
Ha participado en las siguientes antologías: 
- Mujeres ecuatorianas en el relato (1988)
- Primera Bienal del Cuento Ecuatoriano "Pablo Palacio" (Quito, 1991)
- Veintiún cuentistas ecuatorianos (Quito, 1996)
- Antología de narradoras ecuatorianas (Quito, 1997)
- 40 cuentos ecuatorianos (Quito, 1997)
- Antología básica del cuento ecuatoriano (Quito, 1998)

## Premios
- Segundo Premio en el XXI Concurso de Cuento "Ciudad de San Sebastián"
- Premio Internacional de Cuentos Jauja de Valladolid (1979)
- Premio Nacional de Cuentos Diario El Tiempo
- Segundo Premio en el III Concurso Nacional de Relatos Juan León Mera de la Municipalidad de Ambato
- Segundo Premio Concurso Nacional de Cuento "Ismael Pérez Pazmiño, 70 Años de diario El Universo, 1991